# Llança-t'hi, a parlar en català!
Llança-t'hi, a parlar en català! és el nom del material —fitxes didàctiques i CD— per a l'aprenentatge del català preparat per les professores Francesca Cabot i Antònia Santandreu, sota el patrocini de la Direcció General de Política Lingüística i del Consorci per al Foment de la Llengua Catalana a les Illes Balears, el 4 de novembre de 2003. Van obtenir el Premi 31 de desembre de 2003.
Les fitxes s'estructuren en 40 unitats i utilitzen una metodologia activa i comunicativa que permet treballar a l'aula a partir bàsicament de la llengua oral. Els centres d'interès i la tipologia d'exercicis són especialment coherents amb el perfil dels destinataris i els seus interessos.